# Coryphothamnus auyantepuiensis
Coryphothamnus auyantepuiensis är en måreväxtart som först beskrevs av Julian Alfred Steyermark, och fick sitt nu gällande namn av Julian Alfred Steyermark. Coryphothamnus auyantepuiensis ingår i släktet Coryphothamnus och familjen måreväxter. Inga underarter finns listade i Catalogue of Life.